# MakeFoot
MakeFoot é um jogo de gerenciamento de clubes de futebol (manager) para Windows, Linux e MacOS, distribuído pela MakeStudios. Inspirado no jogo português Elifoot, o game se destaca por sua interface clara e intuitiva, oferecendo uma ampla gama de possibilidades ao jogador. Entre os recursos disponíveis estão opções de personalizações variadas, táticas avançadas, gestão de estádio, controle financeiro, transferências estratégicas e ranking de artilheiros e premiações individuais e coletiva.

## Características
Entre suas principais funcionalidades estão:
- Interface simples e intuitiva;
- Criação e amplas opções de personalização de patches, incluindo ligas, clubes, elencos, campos e áudios;
- Disputa de Copa e até quatro divisões;
- Gestão financeira e estrutural do clube, como contratação de jogadores, venda de atletas e administração do estádio;
- Sistema de táticas e escalações avançadas;
- Ranking de artilheiros e premiações individuais e coletivas;
- Atualizações frequentes com novos conteúdos disponibilizados pelos desenvolvedores.

O jogo é distribuído exclusivamente por meio do site oficial, administrado pelos próprios criadores.